# Chiesa dei Santi Filippo e Giacomo (Naz-Sciaves)
La chiesa dei Santi Filippo e Giacomo è la parrocchiale di Naz, frazione di Naz-Sciaves in Alto Adige. Fa parte del decanato di Bressanone-Rodengo e risale al XII secolo.

## Storia

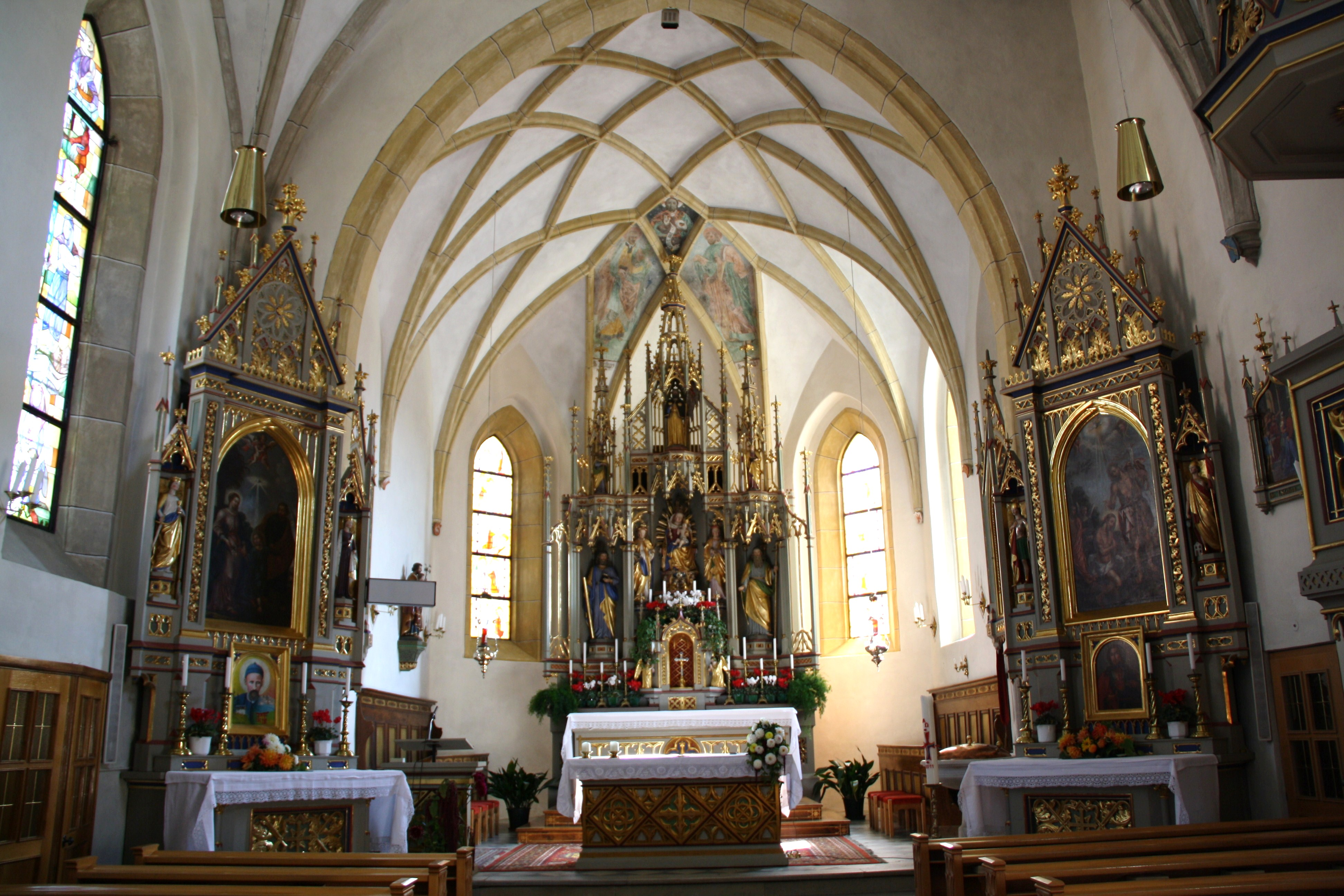
Altar maggiore con i due allatari laterali nella chiesa dei Santi Filippo e Giacomo.

La prima chiesa nell'abitato di Naz venne edificata attorno alla metà del XII secolo con dedicazione ai santi Filippo e Valpurga e fu consacrata nel 1208 da Konrad von Rodank, vescovo di Bressanone.
In un momento successivo l'edificio fu quasi certamente oggetto di una ristrutturazione alla quale seguì una nuova consacrazione con dedicazione a San Filippo e San Giacomo.
Nel 1470 gli interni vennero arricchiti con altari lignei opera di scultori legati alla scuola di Michael Pacher.
Durante il XVII secolo la struttura venne danneggiata da un incendio.
All'inizio del XX secolo (il 1º maggio 1909) nella cantoria fu costruito un primo organo e nel 1990 questo strumento venne sostituito da uno nuovo costruito dalla ditta Orgelbau Pirchner di Steinach.

## Descrizione
La chiesa si trova nel centro dell'abitato di Naz e mostra un orientamento verso ovest. Il prospetto principale è in stile tardo gotico e sulla facciata meridionale è posto un ingresso accanto alla torre campanaria. Questa è stata costruita con circa 1400 blocchi di granito e si presenta solida e notevolmente alta con una copertura a cuspide che spicca tra tutti gli altri edifici. Ha vari ordini di finestre bifore, l'ultimo dei quali riguarda la cella campanaria protetta da infissi in legno. Sotto la cella, sul lato a sud, un orologio ed una meridiana.
L'interno è a navata unica con copertura a volta acuta. La parte presbiteriale ospita tre altari lignei. Il maggiore, che risale alle metà del XIX secolo, ospita le statue quattrocentesche della Madonna, di Sant'agnese e di Sant'Orsola, attribuite a Michael Pacher.